# Péché véniel (film)
Pour les articles homonymes, voir Péché véniel (homonymie).
Pour plus de détails, voir Fiche technique et Distribution.
Péché véniel (titre original : « Peccato veniale ») est un film italien réalisé par Salvatore Samperi et sorti le 14 août 1974 en France et le 17 octobre 1974 en Belgique.
Un an après Malicia, le réalisateur engage à nouveau certains des acteurs (notamment Laura Antonelli et Alessandro Momo pour les rôles principaux), les mêmes auteurs (Ottavio Jemma (en) et Alessandro Parenzo) et le même compositeur (Fred Bongusto) pour le tournage de ce film, dont le caractère érotique du contenu est analogue.

## Synopsis
Sandro, un adolescent de 16 ans, passe les vacances avec ses parents dans la station balnéaire de Versilia. Le père, colonel à la retraite, porte beaucoup plus d'intérêt à l'employée de maison qu'à son épouse, qui l'insupporte, lui préférant la compagnie de son chien. Il ne s'occupe pas davantage de son fils. Avec l’éveil de sa sexualité, Sandro passe son temps à feuilleter les revues érotiques, à lire des livres pornographiques et, à la plage, les corps des femmes qu’il observe en détail sont loin de le laisser indifférent.
Des obligations professionnelles contraignent Renzo, le fils aîné, à écourter son séjour à Versilia chez ses parents mais comme Laura, sa femme, l’accompagnait, il la laisse dans sa famille et demande en particulier à son jeune frère de prendre soin d'elle. Il ne se doute pas alors qu'il jette son épouse dans les bras de son cadet. En effet, d'abord embarrassé et réticent à endosser ce rôle de chevalier servant, l'adolescent va peu à peu exercer son pouvoir de séduction sur sa belle-sœur d’une ingénuité mi-réelle, mi-feinte, confondante.

## Fiche technique
- Titre français : Péché véniel
- Titre original italien : Peccato veniale
- Réalisation : Salvatore Samperi
- Idée originale : Salvatore Samperi • Ottavio Jemma
- Scénario : Ottavio Jemma (en) • Alessandro Parenzo
- Musique : Fred Bongusto
- Arrangements musicaux : Josè Mascolo Editions Musicali Ameuropa International
- Directeur de la photographie : Tonino Delli Colli
- Montage : Sergio Montanari • Giuliano Mattioli • Roberto Puglisi
- Assistant réalisateur : Marcello Crescenzi
- Décors, costumes et direction artistique : Ezio Altieri
- Assistante costumes : Rosanna Andreoni
- Coiffure : Paolo Fransceschi • Gilberto Provenghi • Goffredo Rochetti
- Image : Carlo Tafani • Renato Doria • Alessio Gelsini Torresi
- Photographe de plateau : Angelo Samperi
- Son : Franco Bassi • Mario Dallimonti
- Perchman : Giovanni Fratarcangeli
- Régisseur : Giorgio Adriani
- Relation Presse : Maria Ruhle
- Production : Silvio Clementelli
- Superviseur : Eleonora Pallottini
- Producteur délégué : Angelo Zemella
- Assistant de production : Ezio di Monte
- Secrétaire de production : Neri Parenti
- Société de production : Clesi Cinematografica
- Sociétés de distribution : Warner Columbia Film (Belgique) • Crystal Pictures Inc. (USA) • Millennium Storm (Italie) (video) • Video Search of Miami (USA) (DVD)
- Pays de production :  Italie
- Langue originale : italien
- Format : Couleur (Technicolor) • Mono
- Lieu de tournage : Forte dei Marmi Province de Lucques Toscane Italie
- Genre : Comédie érotique
- Durée : 98 minutes
- Dates de sortie : 
  - Italie : 24 janvier 1974
  - France : 14 août 1974

## Distribution
- Laura Antonelli (VF : Évelyn Séléna) : Laura
- Alessandro Momo : Sandro
- Orazio Orlando : Renzo
- Lilla Brignone : Lilla Bellotto
- Tino Carraro : Giustino Bellotto
- Monica Guerritore : Rosy
- Lino Toffolo : Lino
- Stefano Amato : Rosso
- Lino Banfi : Le comte Zagaria
- Dominique Boschero : Francesca
- Massimo Vanni : Monsieur Muscle
- Ria De Simone : La Grande Fille
- Fiona Florence : La comtesse
- Maria Grazia Bon : Adelina
- Michael Barnes : Le garçon à lunettes
- Maurizio Mannocci : L’homme maigre
- Maurizio Mastino
- Pinara Pavarini
- Carmen Sulli

## Autour du film
L’acteur principal, Alessandro Momo, s'est tué moins d’un an après la sortie du film (alors qu'il n'avait pas encore 18 ans) dans un accident de moto qui appartenait à Eleonora Giorgi.
Le film est sorti au cinéma Normandie sur l'avenue des Champs-Elysées. 